# Vampyrodes caraccioli
El murciélago listado (Vampyrodes caraccioli) es una especie de quiróptero que habita en los bosques húmedos, a menos de 1.000m de altitud, en Sudamérica y Centroamérica, desde el sur de México hasta Bolivia, Trinidad y el noreste de Brasil. Es monotípico en su género.

## Descripción
El pelaje del dorso es castaño u ocre. El vientre es parduzco con pelos de base bicolor y pálida. Presenta una línea blanca prominente en la espalda, que se extiende desde la coronilla hasta los cuartos traseros. También tiene líneas faciales blancas prominentes, la superior es ancha y se extiende hasta la parte trasera más allá de la oreja. Los bordes de las orejas y la hoja nasal son de color amarillo o crema. El hocico es moderadamente alargado. El uropatagio tiene forma de V, es corto -de cerca de 1 cm - y presenta franjas claras a lo largo del borde. La longitud del cuerpo incluyendo la cabeza alcanza entre 7,7 y 8,9 cm, la del pie de 1,2 a 1,9 cm, la de la oreja de 1,9 a 2,3 cm y la longitud del antebrazo de 4,7 a 5,6 cm. Pesa entre 30 y 47 g.

## Alimentación
Es frugívoro. Los higos son la fuente principal de su nutrición, aunque también consumen otras frutas, polen y néctar.

## Comportamiento
Muy asociado con los bosques tropicales de hojas perennes, también se puede encontrar en las plantaciones y huertos. Suele encontrar cobijo en grupos pequeños de 1 a 4 adultos con sus crías, en el follaje de los árboles del sotobosque, de 7 a 12 m sobre el suelo en ramas de los árboles o debajo de las hojas de palma. La composición de cada grupo es estable, pero los sitios de refugio, cambian casi a diario. El grupo se compone de harenes pequeños de 2 a 3 hembras y un macho, a veces asociados con los ejemplares juveniles. Las hembras pueden reproducirse dos veces al año.
Aunque a veces avanza cubierto por redes de niebla a nivel del suelo, generalmente vuela a 3 m o más por encima del suelo. La actividad es mayor 30 minutos después del atardecer, durante 1 a 2 horas y luego otra vez, poco después de medianoche.

## Importancia sanitaria
Esta especie es considerada como vector biológico de la rabia.